# Iohan Quirijn van Regteren Altena

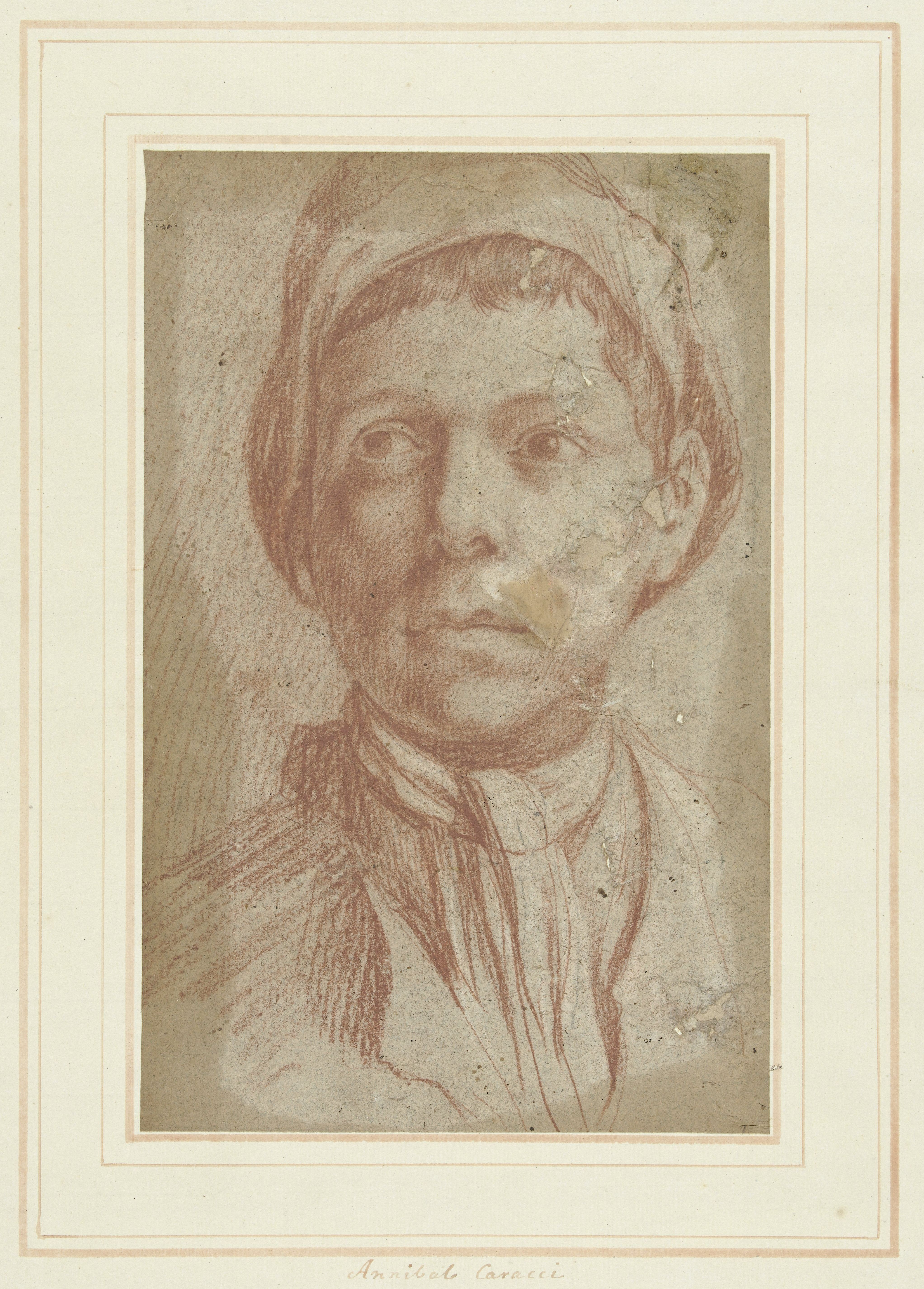
Portret van een jongen (Annibale Carracci, ca. 1585-1590), krijttekening uit het legaat van I.Q. van Regteren Altena.

Iohan Quirijn van Regteren Altena, eigenlijk Johan Quirijn van Regteren Altena (Amsterdam, 16 mei 1899 – aldaar, 18 oktober 1980) was een Nederlands schilder, kunsthistoricus, hoogleraar, museumdirecteur. Hij gaf de voorkeur aan de spelling Iohan voor zijn eerste voornaam en wordt in de literatuur vermeld als I.Q. van Regteren Altena en J.Q. van Regteren Altena.

## Leven en werk
Iohan, Johan of Jon van Regteren Altena, lid van de familie Altena, was een zoon van mr. Lucas van Regteren Altena (1865-1934), kassier-generaal bij De Nederlandsche Bank, en Charlotte Octavia Loman (1873-1963). Hij werd opgeleid aan de Rijksakademie van beeldende kunsten (1918-1920) en trok in de jaren daarna door Europa. Hij schilderde en tekende stillevens, stadsgezichten en tuinen. Nog tijdens zijn studietijd begon hij met het verzamelen van tekeningen van oude meesters. Hij publiceerde meerdere malen over de Nederlandse schilder- en prentkunst, was redacteur van Oud Holland (1946-1973) en stelde als curator een aantal tentoonstellingscatalogi samen.
Van 1923 tot 1926 was hij assistent van kunstkenner Frits Lugt, die een opdracht had gekregen van de Franse overheid om een inventaris te maken van tekeningen uit de Noordelijke scholen in Parijse instellingen. Hij studeerde kunstgeschiedenis aan de universiteiten van Utrecht, Parijs en Rome en promoveerde in 1935 cum laude op zijn dissertatie over Jacob de Gheyn (II). In 1924 tekende Wim Hofker Altena's portret, dat de kunstenaar later schonk aan het Rijksmuseum. Van 1926 tot 1932 was Altena in dienst van zijn oom, de kunsthandelaar Nicolaas Beets, oud-onderdirecteur van het Rijksprentenkabinet. In 1929 trouwde Altena met Augusta Louisa Wilhelmina van Royen (1906-2006), lid van de familie Van Royen en een dochter van Jean François van Royen. Zij kregen twee zoons en een dochter. Het gezin woonde aan de P.C. Hooftstraat en vanaf 1934 in een bovenwoning aan de Vossiusstraat, aan de rand van het Vondelpark.
Curator- en hoogleraarschap
In 1932 werd Altena door B&W van Amsterdam benoemd tot conservator bij de Gemeentelijke Museumdienst, waardoor hij Museum Fodor, het Amsterdams Historisch Museum en het Museum Willet-Holthuysen onder zijn hoede kreeg. Bij het organiseren van tentoonstellingen probeerde hij geregeld de geschiedenis van de instellingen te combineren met zijn interesse voor prentkunst. Altena was van 1937 als buitengewoon en vanaf 1962 als hoogleraar in de kunstgeschiedenis van de middeleeuwen verbonden aan de Universiteit van Amsterdam. In 1958 promoveerde hij jhr. David Röell, directeur van het Rijksmuseum, tot eredoctor. Naast hoogleraar was Altena directeur van het Kunsthistorisch Instituut van de universiteit, dat aanvankelijk was gevestigd in het museum Willet-Holthuysen en vanaf 1961 in de voormalige woning van Willem Dreesmann aan de Johannes Vermeerstraat. Hij bekleedde een jaar de Erasmusstoel aan de Harvard-universiteit (1967-1968). In 1969 werd Altena 70 jaar en ging hij met pensioen, bij het afscheid van de Amsterdamse universiteit kreeg hij de bundel Miscellanea I.Q. van Regteren Altena aangeboden, waarin een lijst van zijn publicaties is opgenomen. De bundel werd door Scheltema en Holkema in de handel gebracht. Van 1952 tot 1973 was Altena curator van de kunstcollectie van het Teylers Museum in Haarlem.
Directeur Rijksprentenkabinet
Bij koninklijk besluit van 21 januari 1948 werd Altena benoemd tot "directeur van het Rijksprentenkabinet van het Rijksmuseum". Hij zorgde onder meer voor het hergroeperen van de verzameling en verlegde de focus van Nederlandse tekenkunst naar Europese tekenkunst, hij breidde de collectie uit met tekeningen van Franse en Italiaanse kunstenaars. Hij schonk zelf in 1977 een prent van Rafäel. Opvolger Karel Boon noemde het bij zijn afscheid "een wijs beleid, dat voortkwam uit een groot kennerschap en dat bovendien aangevuld werd door flair en een echter verzamelaarshartstocht. (...) Dit kwam ten goede niet alleen aan de uitbreiding van de verzamelingen, die zeer ruim groeiden in dit betrekkelijk korte tijdsverloop, maar ook aan de gehele activiteit van het Kabinet, die sterk is opgebloeid sindsdien."
Nevenfuncties
Altena had diverse nevenfuncties, hij was onder meer secretaris van de commissie van toezicht op de Rijksacademie, bestuurslid van het Instituut voor Kunstnijverheidsonderwijs, bestuurslid van het Rembrandthuis en voorzitter van het Koninklijk Oudheidkundig Genootschap. Hij werd benoemd tot ridder in de Orde van de Nederlandse Leeuw (1955). Voor zijn verdiensten als voorzitter van de rijkscommissie tot restauratie van het Paleis op de Dam werd hij in 1966 benoemd tot grootofficier in de Huisorde van Oranje.
Dr. Iohan Quirijn van Regteren Altena overleed op 81-jarige leeftijd en werd begraven op Westerveld.

## Nalatenschap
Na het overlijden van Altena's weduwe in 2009, werden door de erfgenamen tekeningen uit de nalatenschap geschonken aan het Rijks. In 2014 kocht het museum 46 aquarellen van Josephus Augustus Knip uit de verzameling van Altena. In datzelfde jaar schonken de erven nog eens 69 tekeningen van 19e-eeuwse Nederlandse kunstenaars in Italië. Vanaf juli 2014 werd bij Christie's in Londen, Amsterdam en Parijs zijn verzameling van ruim 900 tekeningen van oude meesters geveild. Tot de verzameling behoorden onder meer tekeningen van Rembrandt en Goltzius en een tekening uit 1608 van Peter Paul Rubens van Samsom en Delila. Op 10 juli 2014 werd de eerste veiling in Londen gehouden, waar ruim zeventig Hollandse en Vlaamse tekeningen uit de periode van de 15e tot en met de 17e eeuw werden aangeboden. Deze veiling bracht 14 miljoen euro op. Later dat jaar liet het Rijksmuseum weten dat door de familie een nieuw 'Fonds op Naam' was gesticht, het 'I.Q. van Regteren Altena Fonds', bestemd voor aankopen op het gebied van Nederlandse en Vlaamse tekenkunst. Altena's archief, met aantekeningen, correspondentie en documentatie over met name 17e-eeuwse meesters, is overgedragen aan het Rijksbureau voor Kunsthistorische Documentatie.
- Bibliothèque nationale de France: cb11984605v (data)
- Biografisch Portaal: 01440966
- Digitale Bibliotheek voor de Nederlandse Letteren: regt008
- Gemeinsame Normdatei: 119343592
- International Standard Name Identifier: 0000 0001 0881 4592
- Library of Congress Control Number: n77016065
- Nationale Bibliotheek van Tsjechië: jx20041027009
- Nationale bibliotheek van Australië: 36509832
- Nationale Bibliotheek van Israël: 987007444508705171
- Nederlandse Thesaurus van Auteursnamen: 069630364
- Réseau des bibliothèques de Suisse occidentale: 02-A000136518
- RKD-Nederlands Instituut voor Kunstgeschiedenis: 88255
- Système universitaire de documentation: 027904393
- Trove: 1264040
- Union List of Artist Names: 500313240
- Virtual International Authority File: 27073695
- WorldCat: E39PCjBFdd8hw8TWrRPxGdHYMX